# 파블로 오르바이스
파블로 오르바이스는 스페인의 전 프로 축구 선수이다. 그는 1996년 'CA 오사수나' 입단으로 데뷔하였다. 과거 아틀레틱 빌바오의 주장을 맡은 바 있다.